# Allopogon equestris
Allopogon equestris là một loài ruồi trong họ Asilidae. Allopogon equestris được Wiedemann miêu tả năm 1828.